# Damenstift Buchau

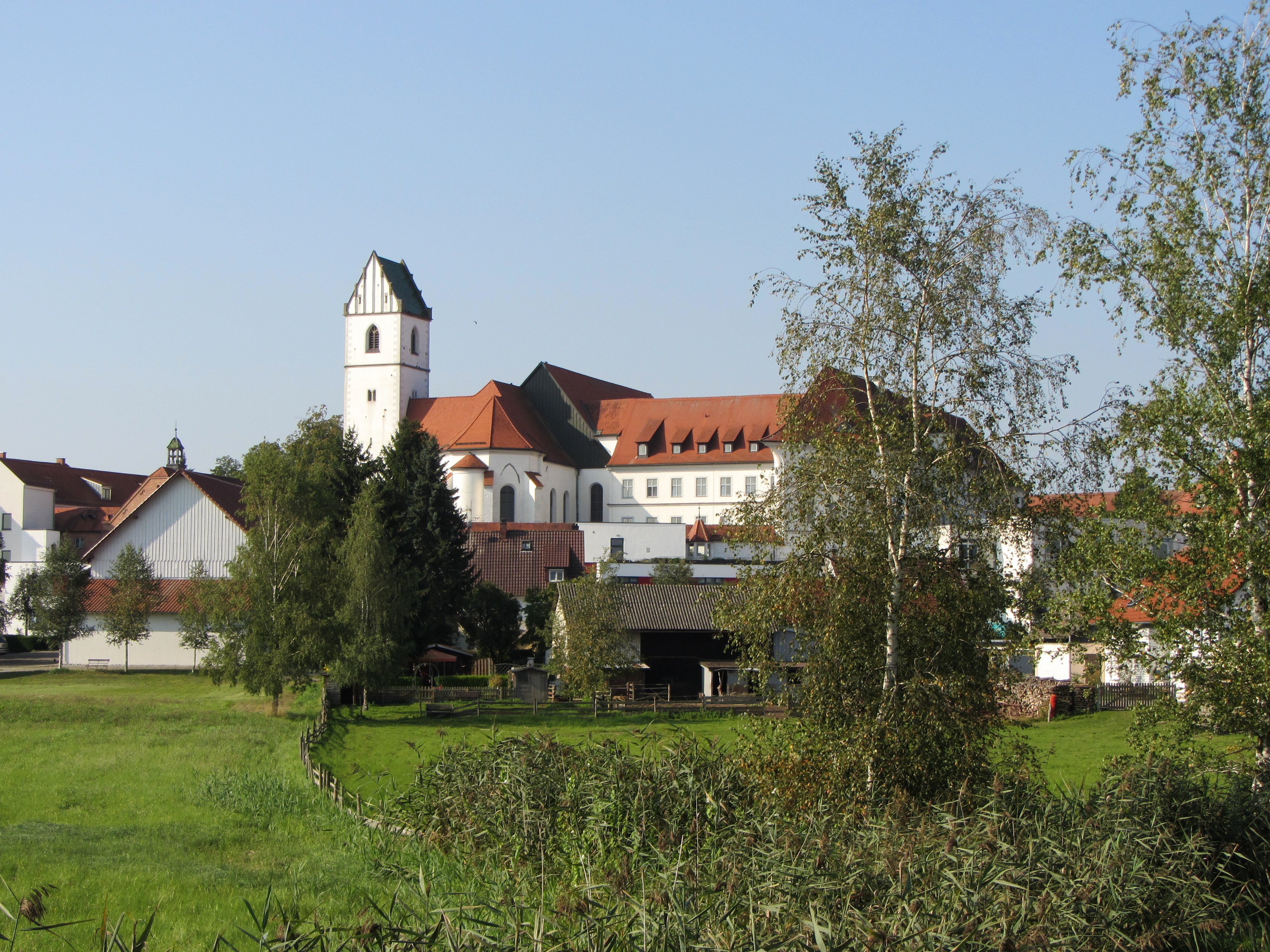
Das ehemalige Reichstift Buchau mit der Stiftskirche St. Cornelius und Cyprianus

Das freiweltliche Reichsstift Buchau (Patrozinium: St. Cornelius und Cyprian) wurde nach einer Legende um 770 im heutigen Bad Buchau am Federsee in Oberschwaben als Kloster gegründet.
Das Kloster war eine fränkisch-karolingische Gründung und diente der Durchdringung und strategischen Sicherung („Überherrschaftung“) der neu gewonnenen Herrschaft des fränkischen Königtums im Herzogtum Alemannien, das später in das Herzogtum Schwaben aufging.
In der romanischen Krypta der Stiftskirche St. Cornelius und Cyprianus wird der Sarkophag mit dem Leichnam der seliggesprochenen Klostergründerin Adelindis (Fest: 28. August) aufgebahrt.

## Geschichte

### Gründungslegende

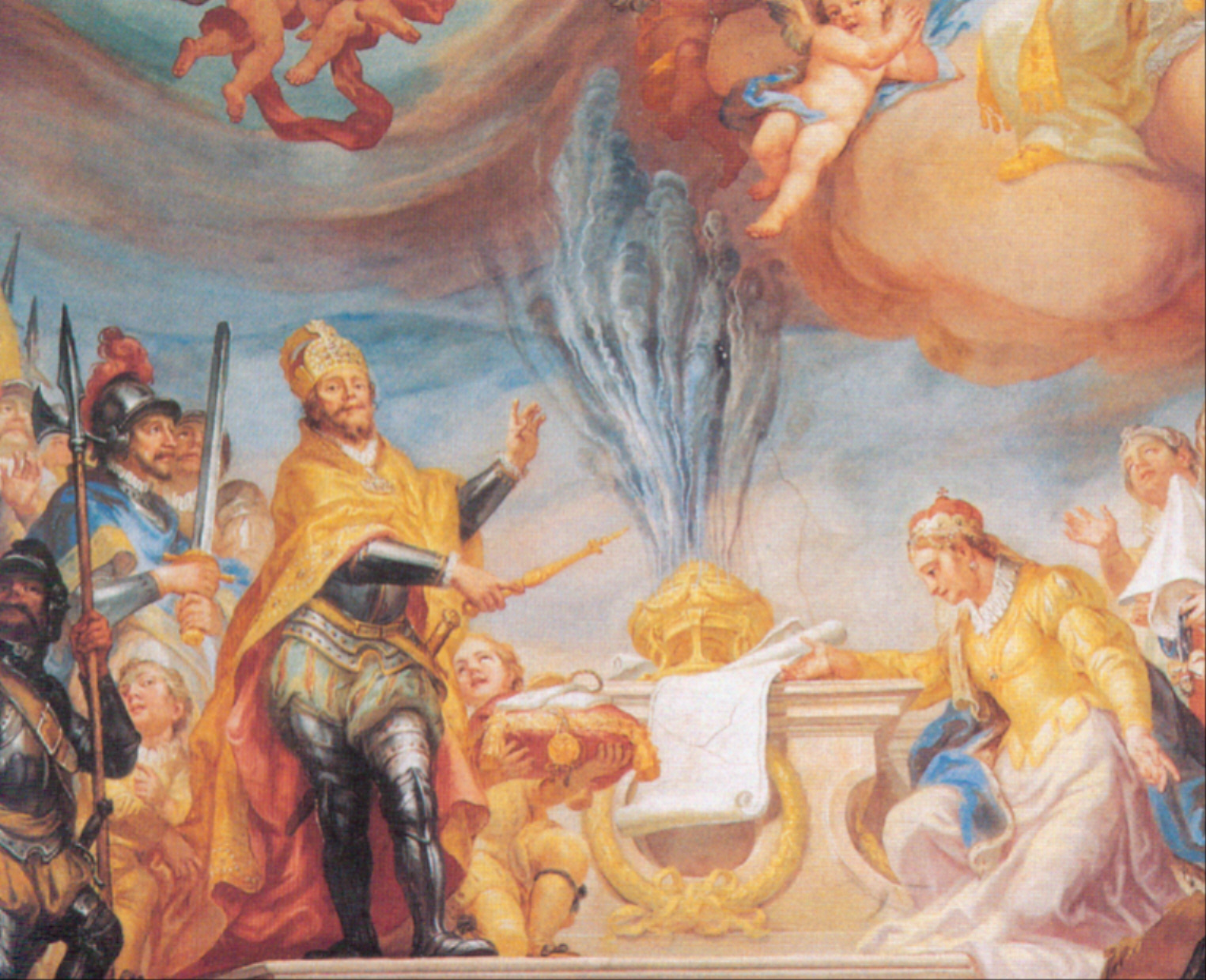
In Anwesenheit ihres Vaters, Kaiser Ludwigs der Frommen, legt die Klostergründerin Adelindis die Gründungsurkunde auf einen Altar (aus dem Hauptdeckengemälde der barocken Stiftskirche Buchau von Andreas Brugger, 1775–1776)

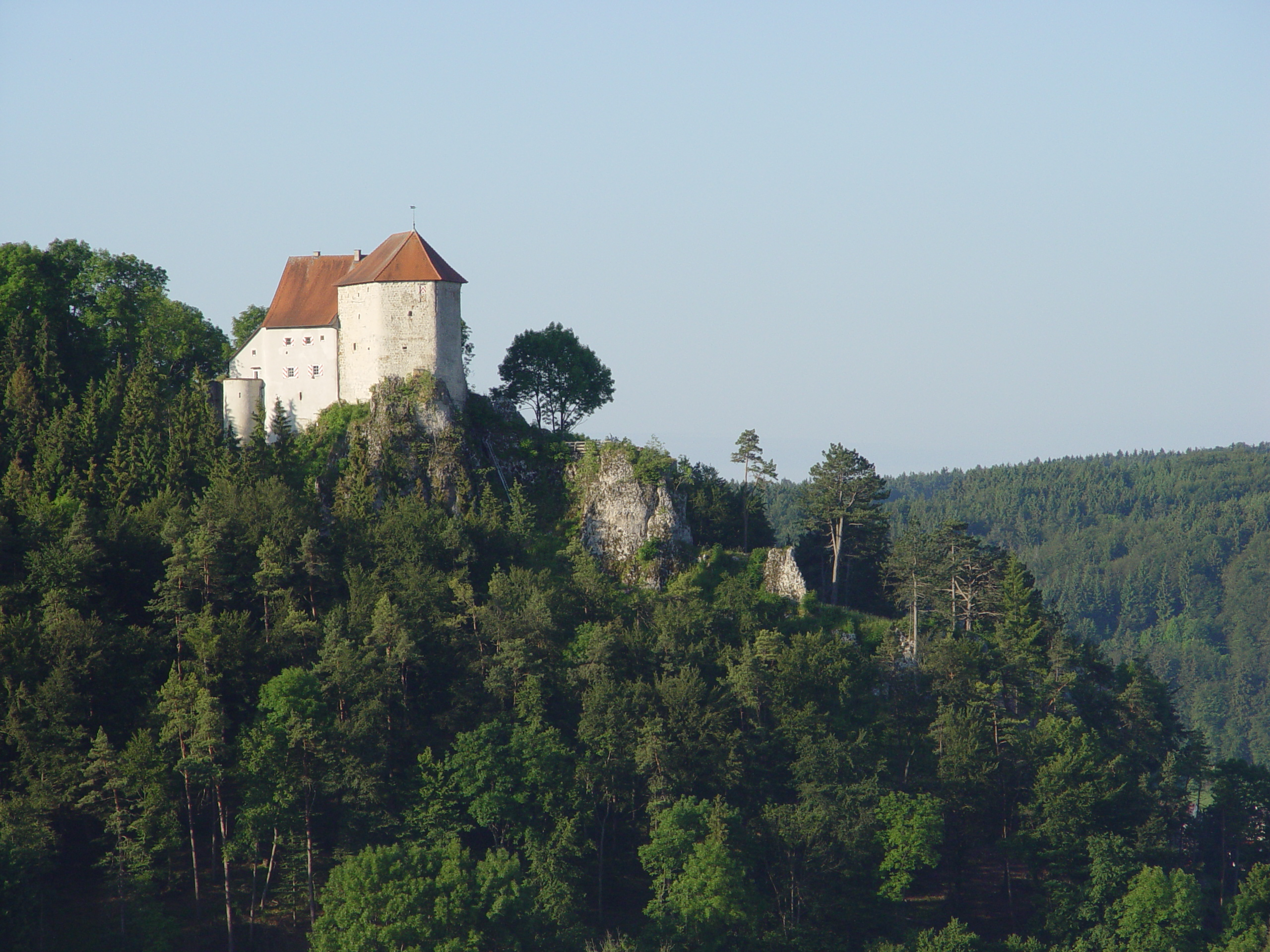
Burg Straßberg

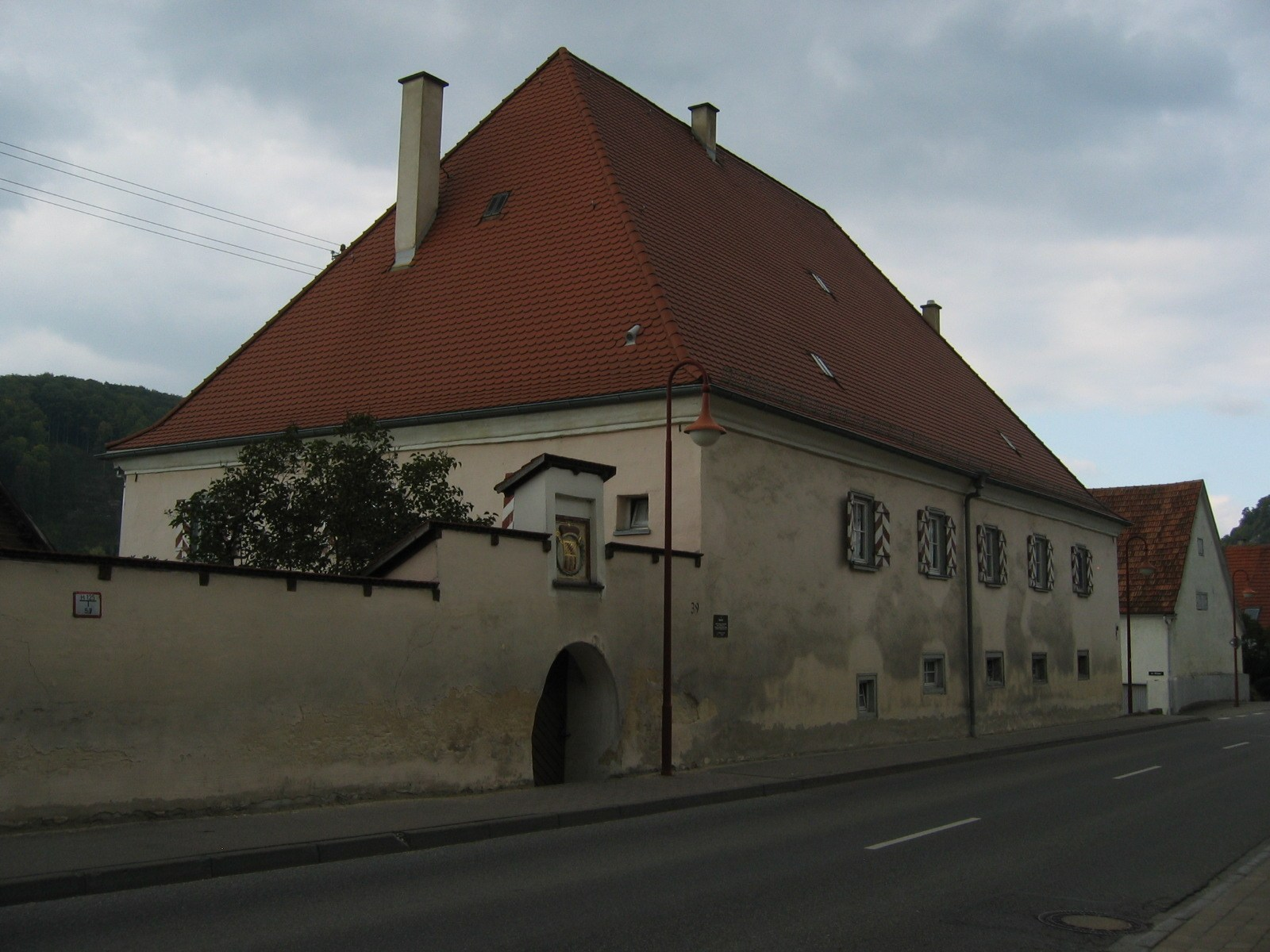
Bauhof in Straßberg

Nach der Gründungslegende ließ Adelindis, eine Tochter Herzog Hildebrands von Schwaben und der Herzogin von Bayern, der Schwester Hildegards, Gemahlin Karls des Großen, nach dem Tod ihres Mannes Atto, Sohn des Grafen Russo von Tragant, an der Stelle, an der dieser im Kampf gegen die Hunnen im Planckental verstorben war, um 770 eine Kapelle und ein Kloster errichten, in dem sie als erste Äbtissin um 809 gestorben sei.

### Mittelalter
Nach neueren Forschungen lebte diese Adelindis allerdings 100 Jahre später und das Kloster wurde von einer Adelindis gegründet, die verheiratet war mit dem Grafen Warin. Relativ sicher ist, dass das Kloster von Kaiser Ludwig dem Frommen im Jahr 819 Besitzungen in Saulgau und in Mengen erhielt. Es bekommt außerdem ein eigenes Pfalzgericht für die Klosterangehörigen. Auch die Kirche wird erstmals erwähnt. Die Urkunde ist eine Fälschung des „Reichenauer Fälschers“ aus dem 12. Jahrhundert, hat aber wohl einen wahren Kern.

“monasterio Bochaugie nominato quod constructum est in honore sanctorum Cornelii et Cypriani ac situm est iuxta lacum qui vocatur Verderse quandam villam proprietatis nostre sitam in centena extagia (Eritgau) nuncupata que appellatur Mangen ac ecclesiam in villam que appellatur Sulgen cum terminis et omnibus ad se pertinentibus”

„Das Bochaugie genannte Kloster wurde zu Ehren des Heiligen Cornelius und Cyprianus errichtet und liegt am so genannten Verderse. Zu ihm gehören die Ortschaft Mangen (Mengen) im so genannten Eritgau und die Kirche in der Sulgen (Saulgau) genannten Ortschaft mit allem ihnen zugehörigen Gütern.“

857 wurde es als Eigenkloster Ludwigs des Deutschen genannt, als dieser die Saulgauer Besitzungen an das Kloster Reichenau übertrug und dafür Buchau mit Königsgut in der Urmark Heidenhofen entschädigte. Dieser Gütertausch ging auf eine Bitte Irmengards, der Tochter des Königs, zurück, welche wohl kurz vorher Äbtissin von Buchau geworden war.
902 kommt es zu Ungarneinfällen. Im weiteren 10. Jahrhundert kam es zu einer Neuorganisation des Klosterlebens, wobei die zeitweise die Benediktsregel zu Grunde gelegt wurde. 925 wurde Eleusina, die Schwester des Bischofs Ulrich von Augsburg wegen einer sittlichen Verfehlung in das Kloster eingeschlossen. 999 garantierte Otto III. dem Kloster die Wiederherstellung seines Besitzes.
1032 kommt es zu einem ersten Brand des Klosters. Im 13. Jahrhundert wird das Stift den Augustiner-Chorfrauen zugerechnet, entwickelte sih aber allmählich zum unregulierten Kanonissenstift für adlige Damen aus Schwaben. Eine vom Kloster unabhängige Stadt Buchau wird 1320 erstmals erwähnt.
Die Herrschaft Straßberg wird 1345 als Eigentum des Klosters erwähnt. Äbtissin Anna von Buchau bezeugt, dass Graf Heinrich von Hohenberg Burg und Stadt Straßberg, die dieser und seine Vorderen vom Stift Buchau zu Lehen hatten, aufgegeben und sie diese dem Ritter Rudolf zu Reischach verliehen habe.
1347 wurde das Damenstift gefürstet und damit reichsunmittelbar zugleich wurde die Äbtissin Anna von Weinburg des Stiftes erstmals als Reichsfürstin bezeichnet. Seit dem 16. Jahrhundert hatte das Stift als Reichsstand auch die Blutgerichtsbarkeit inne. Das Stift nahm vorwiegend die Töchter der verschiedenen oberschwäbischen (Hoch-)Adelslinien der Fugger, Waldburg, Montfort, Gundelfingen, Lupfen, Königsegg und einer Reihe nichtschwäbischer Familien aus Tirol, Elsass und weiter der östlich gelegenen österreichischen Erbländer Kärnten und Böhmen auf. Erster Vertrag zwischen Stadt und Stift Buchau 1376. 1415 wurde das Kloster in ein Säkularstift umgewandelt. Es konnte sein Stiftsgut ausdehnen und so ein kleines Territorium schaffen.
Die Urkunde Papst Martins V. und des Konstanzer Konzils von 1417 regelte die Stiftsverfassung: weltliches Stift für eine Äbtissin, zwölf Chorfrauen, vier weltliche Chorherren und zwei ständige Kapläne. Die Äbtissin hat das Recht, die sechs Stellen zu besetzen, das Kapitel ist für die Ordnung von Haus und Gottesdienst sowie für die Verwaltung des stiftischen Besitzes mit zuständig, die Kanoniker haben Sitz und Stimme im Kapitel.
1435 war Höhepunkt des Streits zwischen Stadt und Stift. 1448 erfolgt Aufnahme in Bürgerschaft und Schutz der Stadt Ulm. Die Grafen von Württemberg treten 1449 für das Stift ein, indem sie bei der Äbtissinnenwahl Partei ergreifen. 1473 erfolgt die Befreiung aus der landvogtlichen Gewalt.
1495 Schutzprivileg König Maximilians I.: Schutzherren der Stadt werden der Bischof von Konstanz, der Graf von Fürstenberg und der Abt von Kempten. 1497 gibt es Unruhen im Stiftsgebiet wegen des Bauernkriegs. 1501 gibt es ein neues Statut mit deutlicher Einschränkung der Freiheiten für die Stiftsdamen. 1508 erfolgt die erstmalige Erwähnung einer Mauer um den Stiftsbezirk. 1509 hat das Stift Hoheit über die Stadt Buchau. 1524 erfolgt die Aufnahme in den Schwäbischen Bund, 1525 die Vertreibung der Äbtissin durch aufständische Bauern. 1538 erfolgt die Aufnahme vertriebener Nonnen aus Biberach.

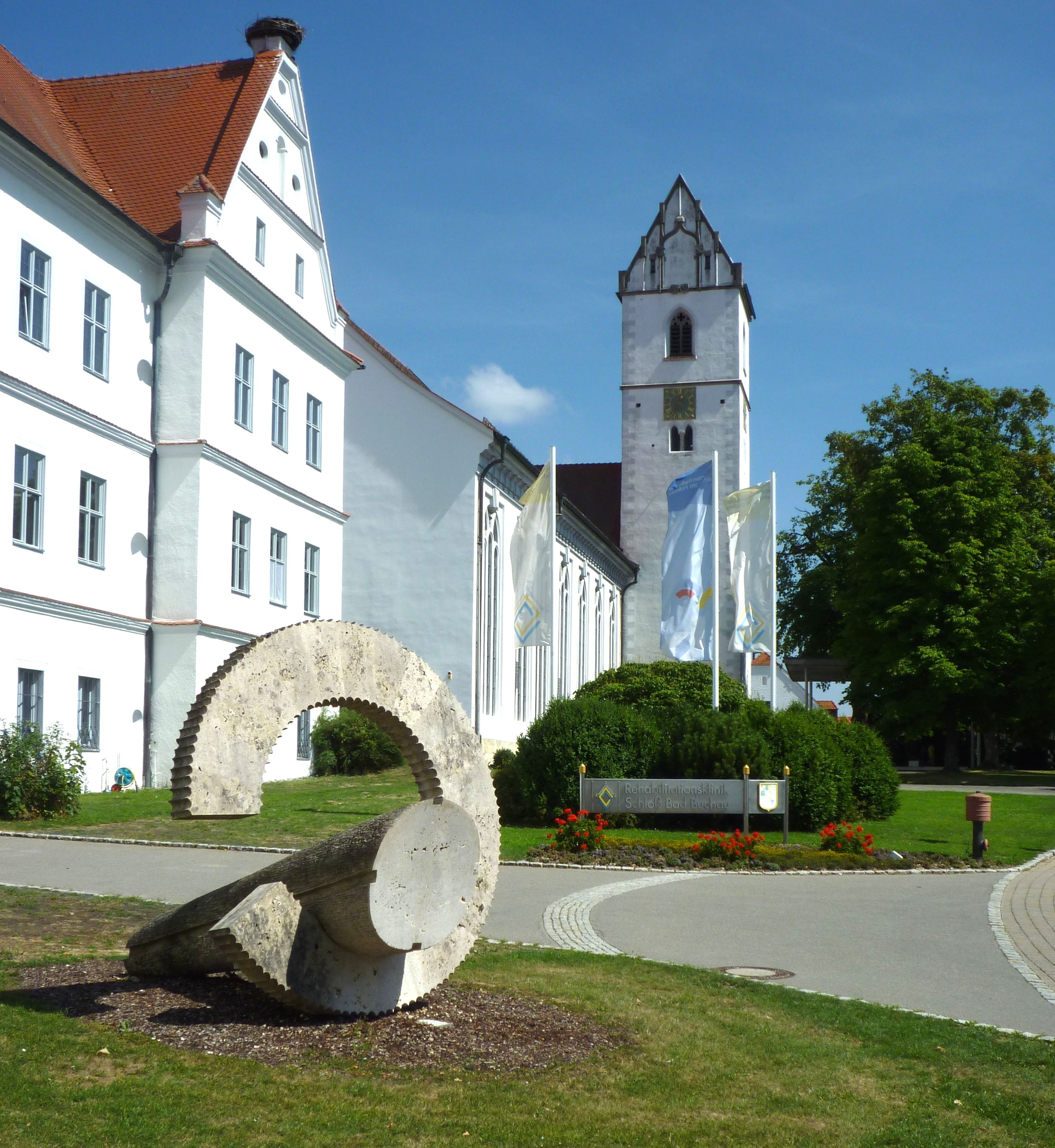
Stiftsgebäude und ehem. Stiftskirche St. Cornelius und Cyprianus

1610 Beitritt zur Katholischen Liga

### Neuzeit bis zum Reichsdeputationshauptschluss
Die Äbtissin bekommt 1616 einen Sitz auf der Fürstenbank des Kreistags. 1625 fiel die Lehnsherrschaft Straßberg wieder an das Stift zurück und blieb dort bis 1803.
Am 22. November 1625 erließ die Äbtissin den Spaurschen Gnadenbrief, als dessen wesentlicher Bestimmung die Entlassung der Untertanen aus der Leibeigenschaft gilt. Die Stadt Buchau begibt sich 1637 für 20 Jahre in den Schutz des Klosters. Die Stiftsgebäude werden 1657 nach den Zerstörungen des Dreißigjährigen Kriegs wieder aufgebaut.
1677 erfolgt die Erwähnung einer Rosenkranzbruderschaft, 1679 der Skapulierbruderschaft und 1700 der Bruderschaft von der „ewigen Stunde“. Der Kavalierbau wird 1709 neu errichtet. 1723 erfolgt die Erwähnung einer Bruderschaft vom allerheiligsten Altarsakrament, 1733 der Nepomuk-Bruderschaft.
Im 18. Jahrhundert erfolgte der Neubau der Stiftsgebäude: Giovanni Gaspare Bagnato erbaute 1747 ein neues Hauptgebäude für die Äbtissin. Die klassizistische Stiftskirche, unter deren Chor eine dreischiffige romanische Krypta (wiederentdeckt 1929) aus der Mitte des 11. Jahrhunderts erhalten ist, erbaute in den Jahren 1773 bis 1776 Pierre Michel d’Ixnard, der seit 1767 auch schon am Bau der Stiftsgebäude beteiligt war. 1771 wird eine Sebastiansbruderschaft erwähnt. 1802 war die letzte Fürstäbtissin Maria Maximiliana Esther von Stadion zu Tannhausen und Warthausen bei der Einweihung der Synagoge der Jüdischen Gemeinde Kappel zugegen.

### Thurn und Taxis
1803 kam das Stift an das Haus Thurn und Taxis, das es als Teil des Reichsfürstentums Buchau verwaltete. Zum Zeitpunkt der Säkularisation bestand das Stift aus der Fürstäbtissin Maria Maximiliana Esther von Stadion zu Tannhausen und Warthausen sowie acht bemäntelten Damen. Zwei Angehörige der Familie Fugger, drei Damen aus dem Hause Waldburg (Wolfegg-Wolfegg und Wolfegg-Waldsee), einer Maria Anna Schenk von Castell, Gräfin Anna von Stadion sowie Gräfin Theresia aus der österreichischen Familie Dietrichstein.
Äbtissin und Stiftsdamen bekamen zur Entschädigung eine lebenslange Pension und zogen sich ins Privatleben zurück. Einer von den beiden Kanonikern wird Pfarrer der Stiftskirche, die zur Stadtkirche Buchau umgewandelt wurde. Die vier Kapläne, Heiligkreuz-, Hof-, Kustorei- und Frühmesskaplan, wurden Pfarrer in umliegenden Gemeinden.

### Königreich Württemberg
1806 kam das Reichsfürstentum Buchau staatsrechtlich an das Königreich Württemberg, die ehemalige Stiftsherrschaft Straßberg fiel allerdings an das Fürstentum Hohenzollern-Sigmaringen. Verwaltungstechnisch erfolgte die Aufteilung des Klosters in zwei Ämter. Die finanzielle Verwaltung ging in die Hände des Rentamt Buchau. Das Oberamt Riedlingen war für Publica, Jurisdictionalia, Criminalia und Polizeysachen zuständig.

## Spätere Nutzung
1929 entdeckte man die romanische Krypta unter der Stiftskirche wieder, 1939 das Adelgundis-Grab. Die Stiftsgebäude blieben bis 1937 im Besitz des Hauses Thurn und Taxis, das sie als Verwaltungssitz und zu Wohnzwecken verwendete. In der Zeit des Nationalsozialismus war das ehemalige Stift eine Ausbildungsstätte der Nationalsozialistischen Volkswohlfahrt (NSV), ab 1945 war es nach französischer Beschlagnahme kurzzeitig französische Kaserne, danach kam sie in Besitz der Diözese Rottenburg, die dort ab 1947 bis 1979 eine Kinderheilstätte der Caritas einrichtete. 1986 gelangten sie in Privatbesitz.
Nach völliger Restaurierung, Anbauten und Modernisierungen in den Jahren 1991 und 1992 dient das von den Buchauern „Schloss“ genannte Gebäude nun als Reha-Klinik für Neurologie und Psychosomatik.
Die Stiftskirche St. Cornelius und Cyprianus ist heute katholische Pfarrkirche.

## Status und Besitz bis zur Säkularisation

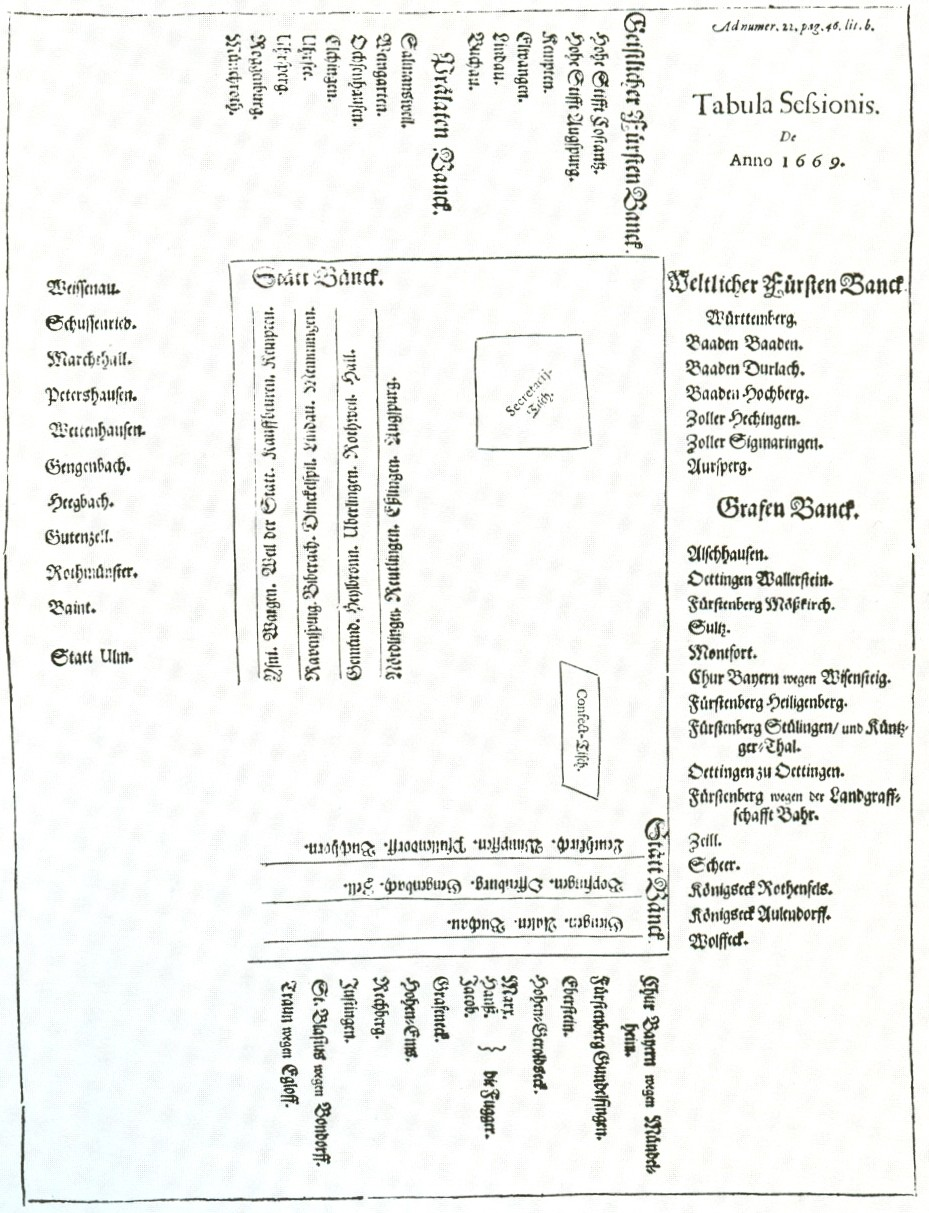
Sitzordnung im Schwäbischen Kreistag (Versammlung des Schwäbischen Reichskreises) Ulm 1669

Seit dem Beginn der Neuzeit war der kirchenrechtliche Status des Stiftes immer mehr umstritten. Bei der Versammlung des Schwäbischen Reichskreises hatten die Äbtissin oder ihre Gesandter auf der weltlichen Fürstenbank im Schwäbischen Reichsgrafenkollegium die 6. Stimme und führte den Titel eines fürstlich freyweltlichen Damenstiftes.
In der Reichsmatrikel von 1521 wird der Beitrag des Stifts zu Heer und Reichskammergericht mit 2 Reitern, 10 Fußsoldaten oder 90 Gulden veranschlagt. In der Reichsmatrikel von 1663 werden 2 Soldaten zu Ross (entsprechend je 12 Gulden), 6 Fußsoldaten (jeweils 4 Gulden entsprechend) oder 48 Gulden festgelegt. Zum Vergleich kam die Reichsstadt Buchau auf eine Leistung von 2 Soldaten oder 8 Gulden.
Am Beginn der Säkularisation wurde die Frage gestellt, ob das Stift überhaupt noch zu säkularisieren sei. Die schwäbischen Reichsgrafen sahen in dem Stift eine Versorgungsanstalt für ihre Töchter. Der Fürstbischof von Konstanz bestand jedoch bis zuletzt darauf, dass das Stift ein Corpus ecclesiasticum sei und als Kollegiatkirche errichtet worden sei, dessen Mitglieder Residenz- und Gebetsverpflichtungen haben. In seiner Beschreibung des Oberamts Riedlingen von 1827 stellt Memminger die Geschichte des Stifts dar und übt in diesem Zusammenhang deutliche Kritik an dieser Institution, die dabei eher als eine Luxusversorgungsanstalt für Grafentöchter denn als Kloster erscheint. Wörtlich heißt es z. B. darin:
„Die Stiftsfräulein, deren in der lezten Zeit 9 waren, bekannten sich zwar zur Regel des hl. Augustins, hießen deswegen auch Chorfrauen und lebten in dem Stifte, konnten aber ungehindert austreten und heirathen, und das Jahr über auch längere Zeit abwesend seyn. Sie wohnten in einem Gebäude beysammen, die Fürstin Aebtissin in seinem daran stoßenden Flügel. Jedes Stiftsfräulein hatte 3 Zimmer und ihre eigene Bedienung.“
Das Territorium des Reichsstiftes (Stiftsgebiet) war sehr zerstreut und von mannigfaltiger Natur. Es gehörten dazu:

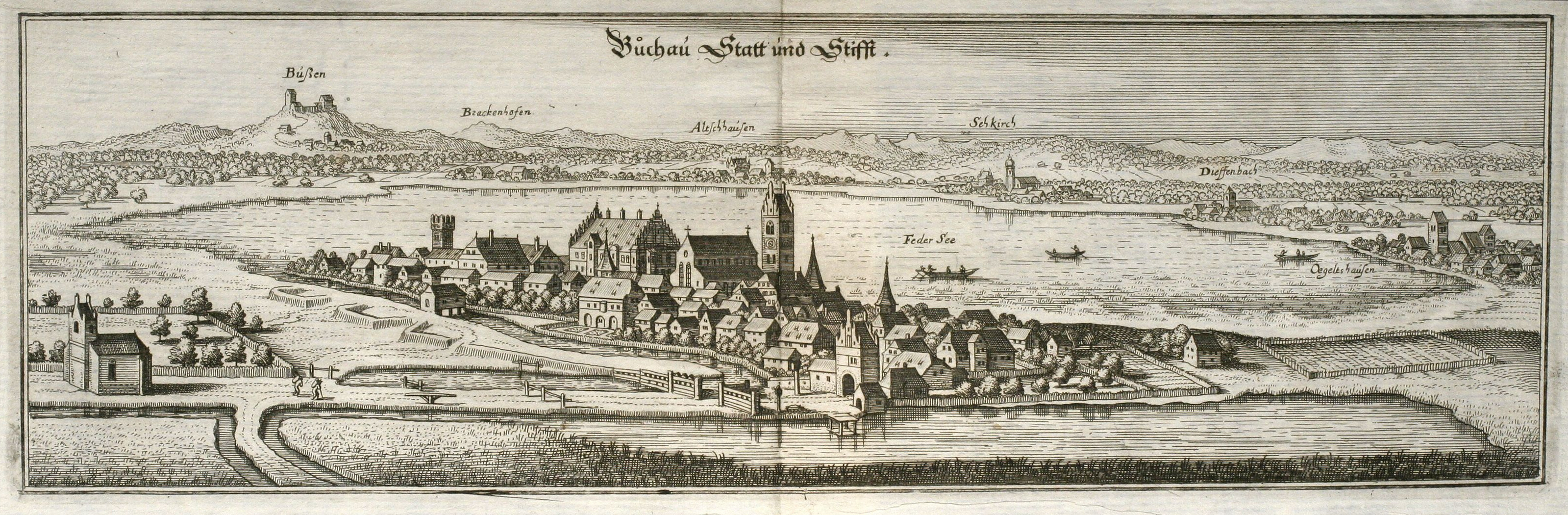
Stift und Stadt Buchau am Federsee im 17. Jahrhundert vor der Absenkung des Sees. Linker Hand Kappel, im Hintergrund der Bussen und der Stift auf einer Halbinsel

1. die umliegenden Orte Betzenweiler, Brackenhofen, Dürnau, Kanzach mit Ober- und Unter-Volloch, Kappel mit dem Hennauhof, Ottobeurerhof und Bruckhof, Moosburg;
2. die Herrschaft Straßberg, mit Straßberg, Frohnstetten und Kaiseringen, worin die Äbtissin die Landeshoheit hatte;
3. als österreichisches Lehen der Äbtissin die Vogteien Oggelsbeuren, Renhartsweiler und das Amt Bierstetten, wozu Bierstetten, Bondorf, Steinbrunn gehörten, nebst dem Zehnten zu Moosheim;
4. Zwölf Abtei-Maierhöfe und so genannte Corneliergüter in vielen Ortschaften;
5. Zehnten in 35 Orten;
6. Patronate an 18 Orten.

Die Einkünfte wurden zu 66000 fl. (Gulden) angeschlagen, die der Äbtissin allein betrugen, nach einer Abteirechnung von 1792, an Geld 12802 fl., an Früchten 12841 Viertel, ungefähr ebenso viel Württembergische Simri. Trotz dieser relativ hohen Einkünfte war die Stiftsherrschaft in einem sehr zerrütteten Zustande. „Buchau war wenigstens schon fünf Jahre vor der Mediatisirung gantmäßig [konkursreif] und hatte die Zinszahlung sistirt [ausgesetzt].“

## Äbtissinnen
- um 770 Adelindis, Stifterin
- 850–866 Irmengard
- nach 902–? Adelindis
- bis 1021 Irmentraud[12]
- 1021–1027 Abarhild
- 1027–ca. 1043 Hildegard
- 1043–1051 Uta (Tutta)
- Ca. 1045 Egila
- 1051–? Gertrud von Bindhaldt
- 1212–1213 Gertrud von Tegerfelden
- 1212–1216 Lukarda
- 1223–1265 Mechthild von Bienburg
- 1267–1303 Adelheid von Markdorf
- 1303–1329 Katharina von Stöffeln
- 1329–1353 Anna von Weinburg
- 1353–1371 Adelhaid von Lupfen
- 1371–1402 Anna von Rüssegg
- 1402–1410 Anna von Gundelfingen
- 1410–1426 Agnes von Tengen
- 1426–1449 Klara von Montfort

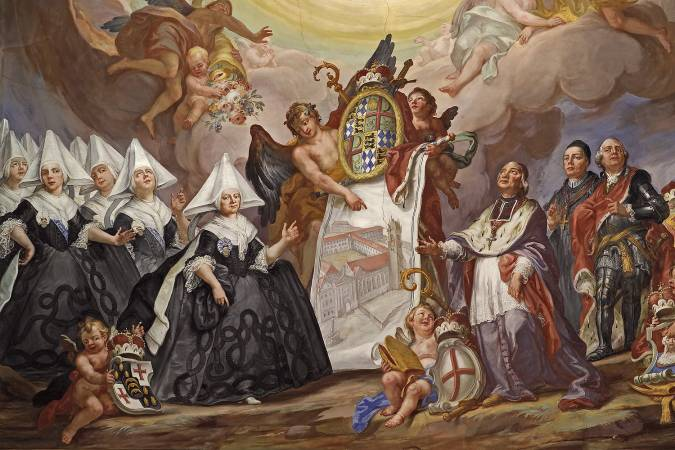
Die letzte Fürstäbtissin Maria Maximiliana von Stadion mit Stiftsdamen, Wappen und Ansicht der Stiftsanlage

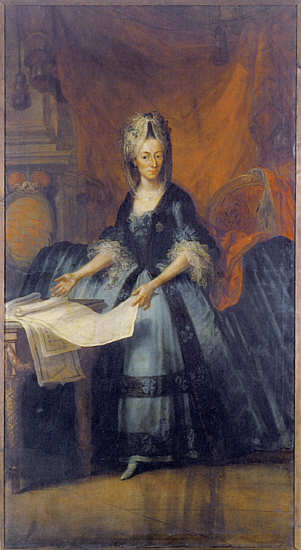
Die vorletzte Fürstäbtissin Maria Karolina von Königsegg-Rothenfels

- 1449–1496 Margarete von Werdenberg
- 1496–1497 Anna von Werdenberg
- 1497–1523 Barbara von Gundelfingen
- 1523–1540 Elisabeth von Hohengeroldseck
- 1540–1556 Margarete von Montfort
- 1556–1594 Maria Jacoba von Schwarzenberg
- 1594–1610 Eleonore von Montfort
- 1610–1650 Katharina von Spaur
- 1650–1666 Franziska von Montfort
- 1666–1692 Maria Theresia von Sulz
- 1692–1693 Maria Franziska Truchseß von Zeil-Wurzach
- 1693–1742 Maria Theresia von Montfort
- 1742–1774 Maria Karolina von Königsegg
- 1775–1803 Maria Maximiliana von Stadion